# Scooter (vervoermiddel)
Een scooter is een snorfiets, bromfiets of motorfiets waarbij de voeten tijdens het rijden naast elkaar tussen de stuurinrichting en de zitplaats worden geplaatst.

## Techniek
Bij een hedendaagse scooter is de motor, door middel van de behuizing voor de aandrijving, vast verbonden met de achteras. Daarbij dient deze tevens als achtervork, de voorkant van het motorblok scharniert hierbij in het frame. Het motorblok is dus niet vast in het frame geplaatst, zoals bij conventionele brom- of motorfietsen. Bij deze voertuigen bevindt zich achter het motorblok een scharnierpunt voor de achtervork waarin het achterwiel bevestigd is. Dit betekent dat bij moderne scooters de motor en aandrijving meeveren met het achterwiel (onafgeveerd gewicht). Deze constructie is dermate star en sterk, dat volstaan kan worden met een enkelzijdige wielophanging met slechts één achterschokbreker. Een belangrijk voordeel van de lage plaatsing van motor en aandrijving is dat het zwaartepunt van een scooter laag ligt (lager dan bij gewone brommers en motoren), wat de stabiliteit en wegligging ten goede komt.
De techniek is bij scooters zo veel mogelijk verborgen achter plaatwerk; een uitzondering op dit principe is de Honda Zoomer en de Gilera DNA. De meeste scooters hebben een stalen buizenframe voorzien van lipjes waaraan de kunststof beplating is aangebracht. Deze kunststof delen hebben geen dragende of constructieve functie, ze dienen enkel ter verfraaiing. Als enige scootermerk is een Vespa voorzien van een geheel metalen, zelfdragende carrosserie.
Een moderne scooter heeft een automatische transmissie, ook wel Variomatic genaamd. De elektrische scooter is in opkomst, maar veruit de meeste scooters maken nog gebruik van tweetakt- en viertaktmotoren. Er zijn tegenwoordig ook scooters die gebruikmaken van een injectiemotor, zoals de Aprilia SR Ditech en de Peugeot Jetforce.

## Geschiedenis
Aanvankelijk werden gemotoriseerde autopeds als 'scooter' aangeduid. Na de Tweede Wereldoorlog werden enige tijd door verschillende producenten vouwscooters geproduceerd. Dit type werd in de oorlog door parachutisten gebruikt. In de naoorlogse jaren werden scooters vrij populair als redelijk goedkoop en comfortabel transportmiddel, bekende typen waren de Vespa en de Heinkel. Toen de auto wat meer bereikbaar werd voor de gewone burger, verdwenen ze uit het straatbeeld. Bromscooters waren in Nederland tot midden jaren 80 verboden omdat de wet voorschreef dat er met een bromfiets ook gefietst moest kunnen worden. Dit kon met gewone bromfietsen wel, al was dit bijna niet te doen. Begin jaren 90 werd deze regel afgeschaft en kregen de bromscooters vrij baan, en werden ze opnieuw populair.
Sedertdien is het woord scooter bijna synoniem geworden met brom- of snorfiets.
In de jaren 50 en 60 waren de Britse Mods de tegenhangers van de - motorrijdende - Rockers. In plaats van stoere, vaak opgevoerde motorfietsen en leren kleding gebruikten de Mods nette kleding en veelal versierde scooters.

## Nederland

### Soorten
Er bestaan verschillende soorten scooters met daaraan verbonden maximumsnelheden, minimumleeftijden en eigenschappen.
Vaak is een bepaald model in elk van deze drie versies verkrijgbaar.
De eigenschappen van de verschillende categorieën zijn hieronder opgesomd.
| Type scooter              | Kentekenplaat                                            | Rijbewijs                       | Minimumleeftijd | Maximumsnelheid     | Helm      |
| ------------------------- | -------------------------------------------------------- | ------------------------------- | --------------- | ------------------- | --------- |
| snorfiets (snorscooter)   | Blauwe kentekenplaat met wit opschrift †                 | AM (ook A, A1, A2, AL, AZ of B) | 16 jaar         | 25 km/h             | Verplicht |
| bromfiets (bromscooter)   | Gele kentekenplaat met zwart opschrift †                 | AM (ook A, A1, A2, AL, AZ of B) | 16 jaar         | 45 km/h             | Verplicht |
| motorfiets (motorscooter) | Gele kentekenplaat met zwart opschrift en blauw NL-teken | A, A1, A2, AL of AZ *           | 18 jaar         | Niet fysiek beperkt | Verplicht |

* Bepaalde uitvoeringen van de driewielige Piaggio MP3 mogen ook met rijbewijs B, mits gehaald voor 19 januari 2013, gereden worden.
† Aangezien het NL-teken ontbreekt, moet de nummerplaat in het buitenland aangevuld worden met een NL-ovaal.

### Aantallen
In 2010 werd door het RDW het miljoenste bromfietskenteken geregistreerd, in 2007 waren er ongeveer 700.000 van deze kentekens in omloop.

### Diefstalgevoeligheid
In Nederland werden er in 2011 bijna 17.000 scooters en bromfietsen gestolen. Omgerekend betekent dit dat 1 op de 60 bromfietsen werd gestolen. Piaggio, Peugeot en Tomos zijn in absolute aantallen de meest geliefde merken bij de dieven. Gemiddeld wordt 23,5% van de gestolen scooters teruggevonden.

## België
In België maakt men onderscheid tussen een bromfiets klasse A (maximum 25 km/h) en klasse B (maximum 45 km/h). Een valhelm is verplicht ongeacht de klasse. Voor het besturen van een bromfiets moet men minstens 16 jaar zijn (18 jaar als een passagier vervoerd wordt). Voor het besturen van een bromfiets klasse A is geen rijbewijs benodigd. Voor het besturen van een bromfiets klasse B heeft men een rijbewijs AM nodig. Bestuurders die houder zijn van het rijbewijs B (auto) zijn automatisch ook houder van het rijbewijs AM.
Sinds 31 maart 2014 moeten nieuwe bromfietsen worden ingeschreven bij de DIV.

## Opvoeren

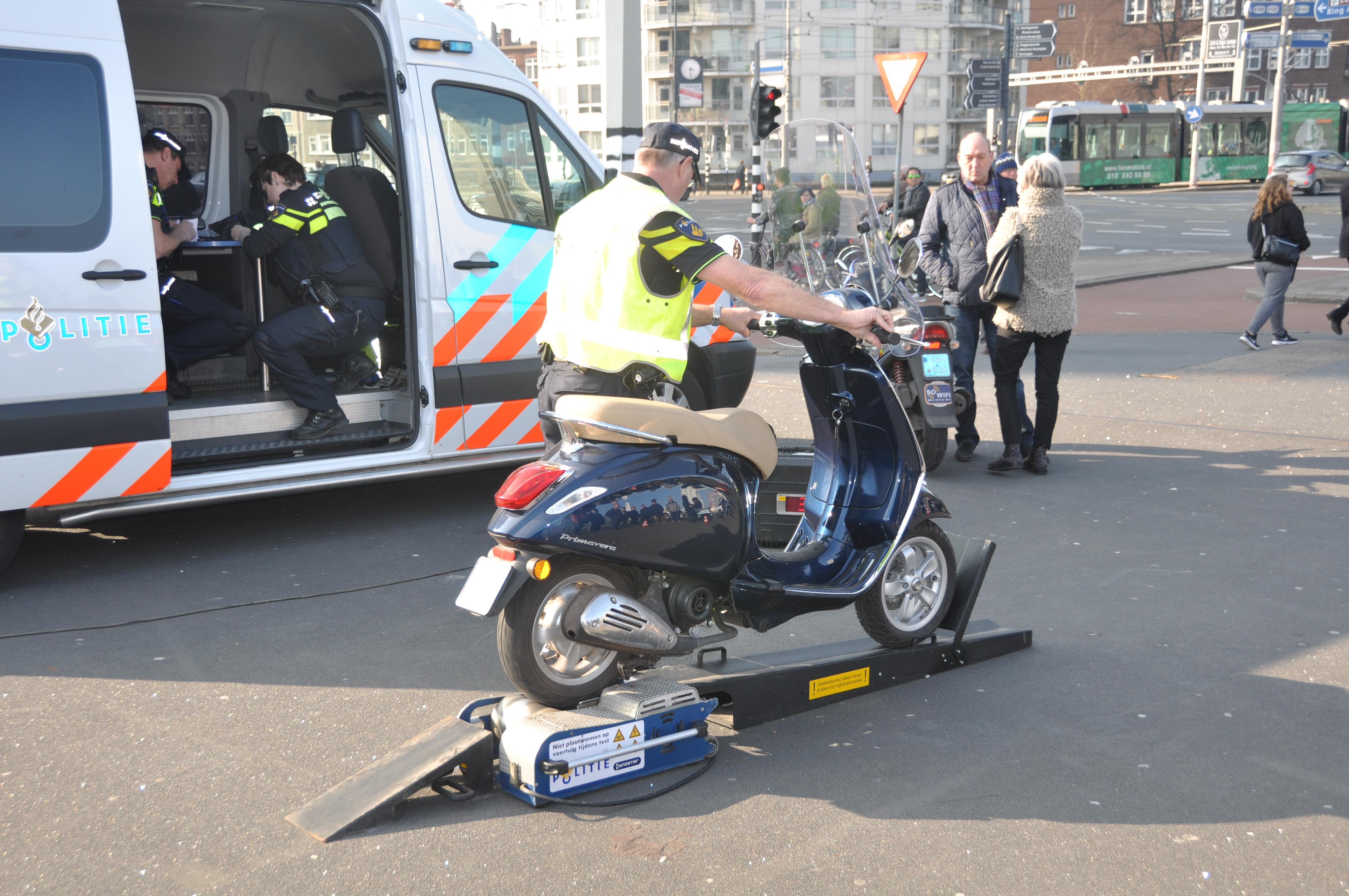
De rollerbank van de Rotterdamse politie in gebruik

Het opvoeren van een brom- of snorfiets betekent dat iemand (doorgaans de eigenaar of berijder) zodanig in de afstelling van het motormechanisme ingrijpt, dat er met een hogere snelheid kan worden gereden dan daarvoor. De snelheidsbegrenzing van de motor wordt omzeild, of althans minder effectief gemaakt.
Het opvoeren van een brom- of snorfiets is in België en Nederland verboden. Ook bestuurders die zich met een opgevoerde brom- of snorfiets aan de geldende maximumsnelheid houden, kunnen worden bekeurd.

## Elektrische Scooters in Nederland
In Nederland is de elektrische scooter in opkomst, In de eerste helft van 2022 jaar zijn voor het eerst meer elektrische bromfietsen verkocht dan bromfietsen op benzine. Brommers en snorfietsen op een accu worden steeds beter en de prijsverschillen tussen elektrisch en benzine zijn ook niet groot.
Een elektrische scooter is stiller, zuiniger en milieuvriendelijker dan een benzinescooter. Bovendien is laden twee tot vier keer zo goedkoop als tanken.. Doordat de elektrische scooters geen verbrandingsmotor of versnellingsbak hebben, hoeven er geen oliefilters te worden vervangen. Een elektrische scooter heeft dezelfde onderhoudskosten voor suspensie, remmen en slijtage als een scooter op benzine. Wel is de actieradius van een elektrische scooter beperkter dan die van een benzinescooter. Een ander nadeel is dat de conditie van de accu na verloop van tijd afneemt en deze vervangen moet worden, wat hoge kosten met zich meebrengt.

## Afbeeldingen

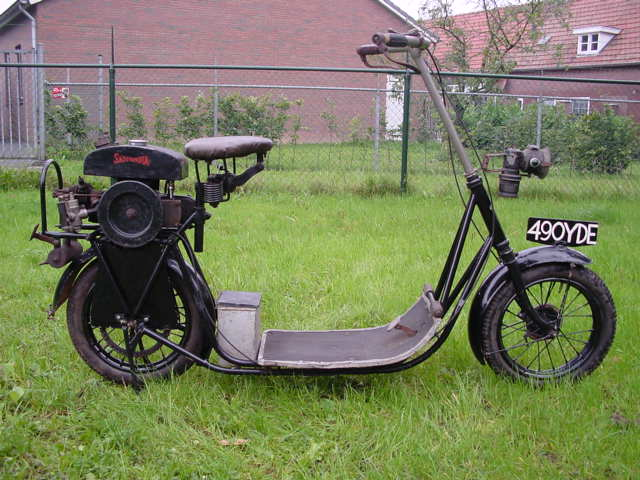
De eerste vervoermiddelen die de naam "scooter" droegen waren gemotoriseerde autopeds, zoals deze ABC Skootamota
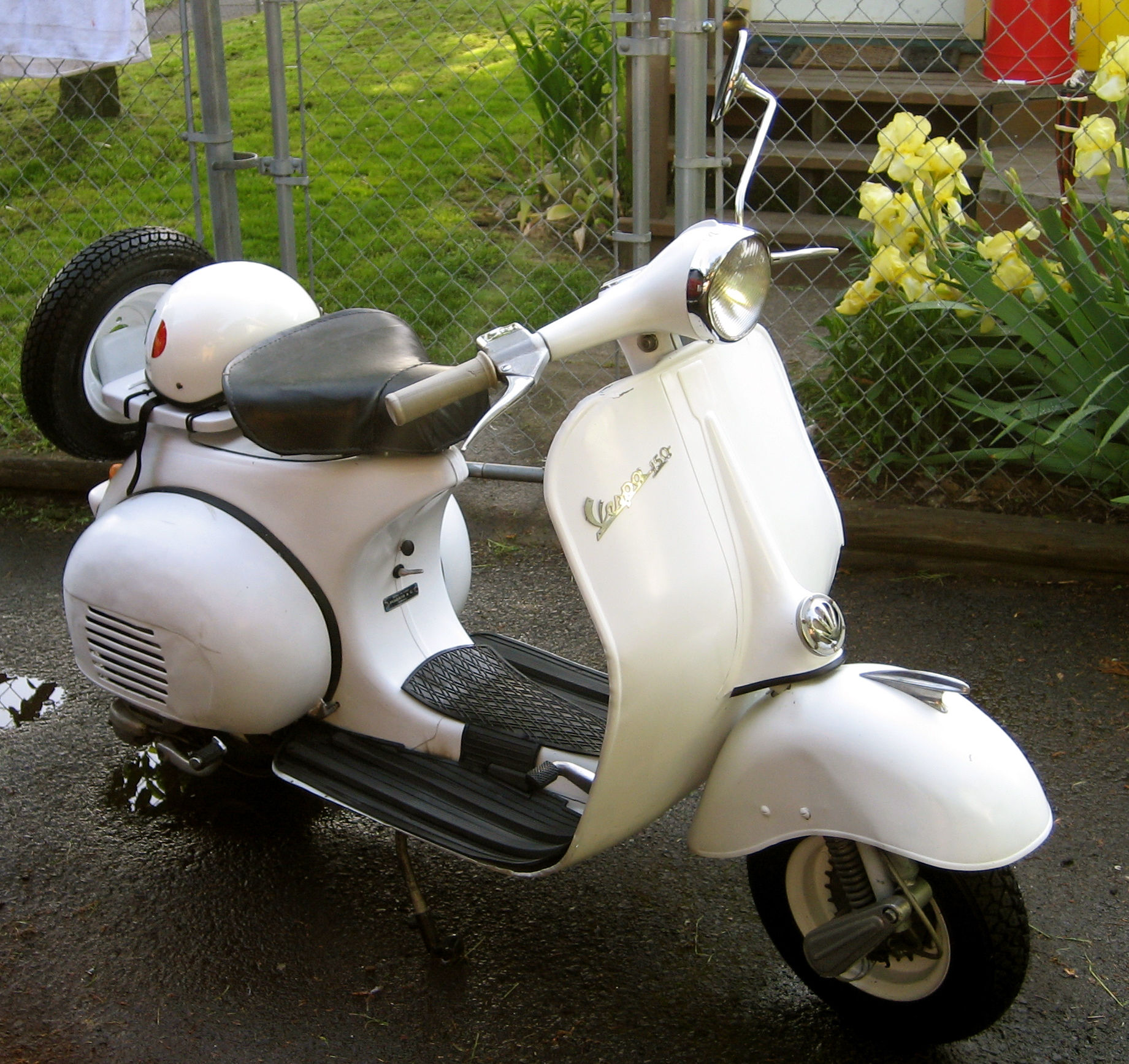
Stamvader van de moderne scooter is de Vespa (Wesp). Dit is een 150 cc-uitvoering uit 1959
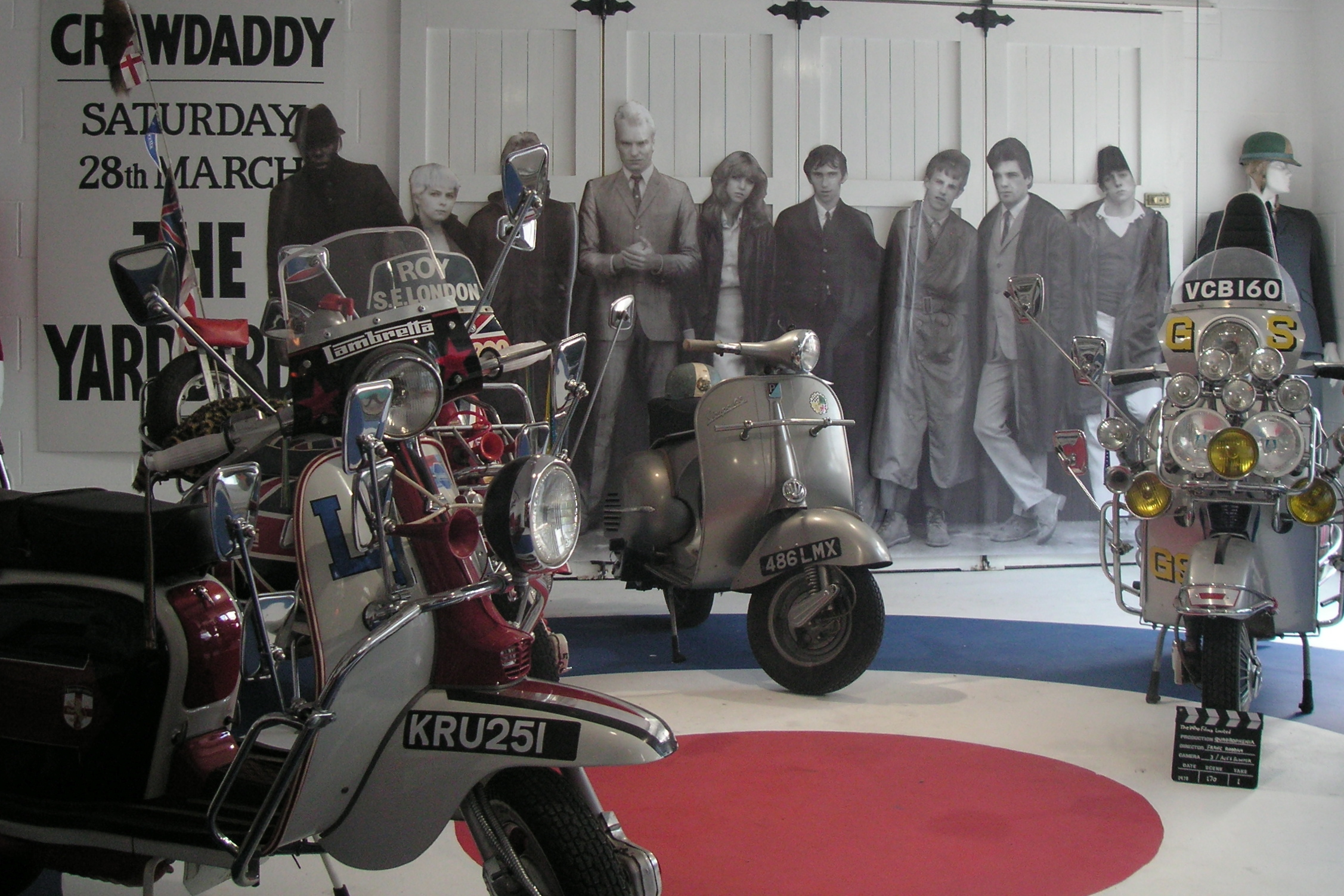
Tentoonstelling van scooters die in de rockopera Quadrophenia (The Who, 1973) werden gebruikt.
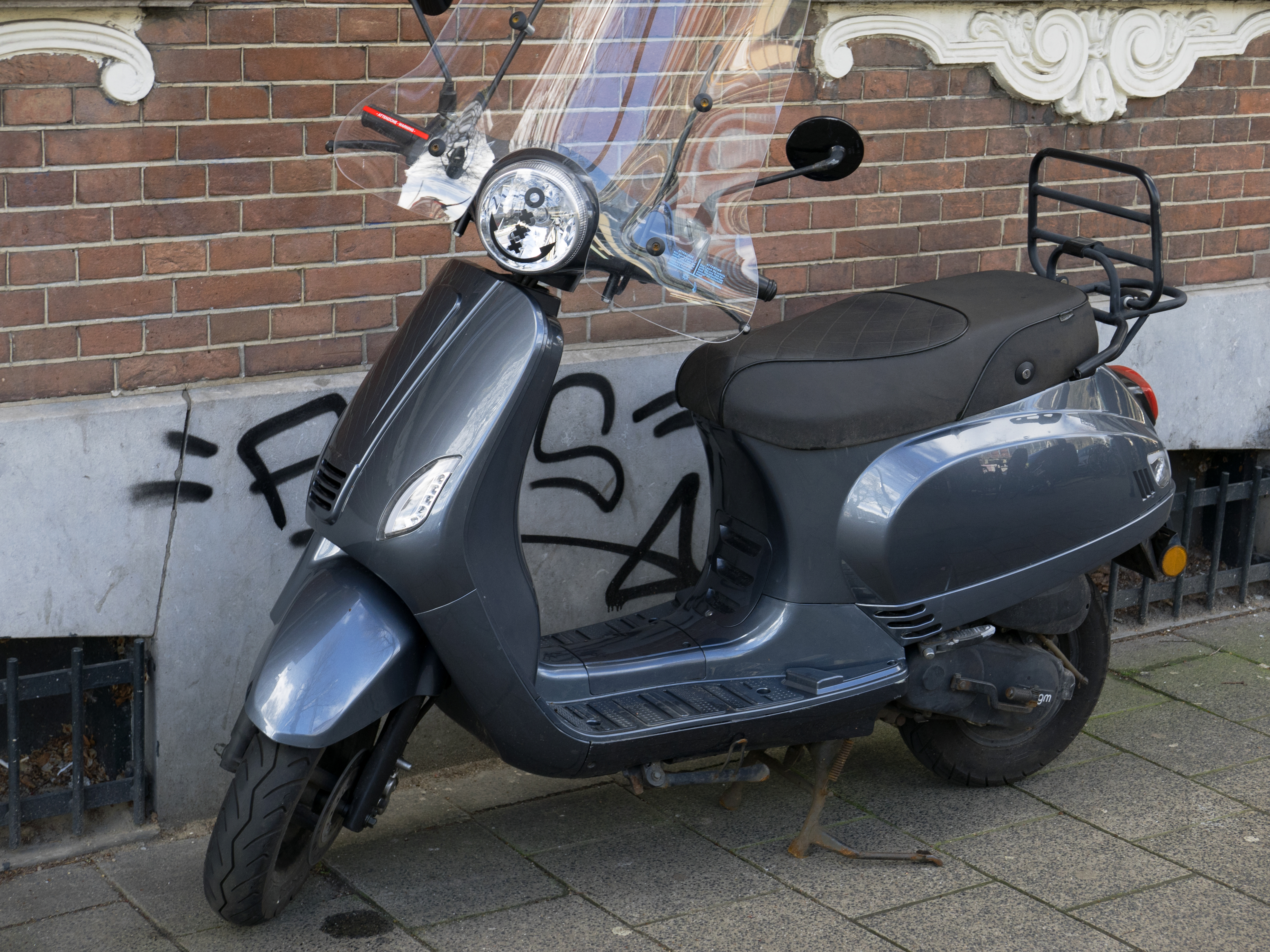
Geparkeerde bromscooter in Amsterdam, 2023.